# ВНДІПІГідротрубопровід
Всесоюзний науково-дослідний і проєктно-вишукувальний ін-т по трубопровідному гідротранспорту (ВНДІПІГідротрубопровід) — науково-дослідний і проєктно-вишукувальний ін-т у структурі Міннафтогазбуду СРСР (1972—01.04.1991).
Основний офіс Інституту у Москві. Рік заснування Інституту — 1983. Спрямованість: наукові дослідження, проектування систем трубопровідного гідротранспорту вугілля та продуктів збагачення руд чорних і кольорових металів тощо.
Станом на 1988 рік у Інституті працювало 68 підрозділів, з них більшість — 42 виконували науково-дослідні роботи. З 1985 року Інститут видавав Збірники наукових праць, зокрема "Исследование технологии и оборудования терминальных комплексов магистрального гидротранспорта". Експериментальний полігон Інституту знаходився у м. Раменське. Філії (відділи) — в Росії, Україні та Грузії.
ВНДІПІГідротрубопровід розробляв новий напрямок у гідротранспорті вугілля — висококонцентровані водовугільні суспензії, які використовувалися як водо-вугільне паливо, зокрема в проєкті МГТС Бєлово-Новосибірськ (1990—1994 рр.)